# Joost van Bodegom
Joost van Bodegom (Pematang Siantar, 7 juni 1936) is een Nederlands bestuurder. Tevens is hij lid van de PvdA.

## Jeugd
Hij is geboren op Sumatra in het toenmalig Nederlands-Indië. Op 6-jarige leeftijd werd hij samen met zijn moeder opgesloten in een jappenkamp waar hij zelfs na de Japanse overgave op 15 augustus 1945 nog enige tijd moest blijven. In 1946 kwam het gezin naar Nederland. 

## Carrière
Hij is in 1964 afgestudeerd in de rechten aan de Rijksuniversiteit Groningen en in september van dat jaar ging hij werken op  de provinciale griffie van Groningen. In september 1969 werd Van Bodegom  burgemeester van de Drentse gemeente Peize. In 1976 volgde zijn benoeming tot burgemeester van de Friese gemeente Opsterland (Beetsterzwaag en omstreken) wat hij tot zijn vervroegde pensionering in juli 1997 zou blijven. 
Van 1990 tot 1997 was hij lid, daarna tot 2010 voorzitter van de Raadskamer Wetten Buitengewoon Pensioen van de Pensioen en Uitkeringsraad te Leiden. Van 2005 tot 2010 was hij voorzitter van de Stichting herdenking 15 augustus 1945 te Den Haag en zes jaar lid van het Nationaal Comité 4 en 5 mei te Amsterdam. Daarnaast was hij na zijn pensionering 12 jaar voorzitter van het Eise Eisinga Planetarium te Franeker en het Fries Verzetsmuseum te Leeuwarden.